# Диаманди Николов
Диаманди (Диаманд) Николов Тръпчев е български офицер от кавалерията, полковник, участвал в Балканската (1912 – 1913) и Междусъюзническата война (1913), командир на дивизион от 1-ви конен полк, помощник-командир на 2-ри конен полк и командир на 11-и конен полк през Първата световна война (1915 – 1918).

## Биография
Диаманди Николов е роден на 9 август 1867 г. в Щип, Османска империя. На 2 август 1892 г. завършва с 14-и випуск на Военното на Негово Княжеско Височество училище и е произведен в чин подпоручик. Служи в 4-ти, 7-и и 10-и конен полк. Взема участие в Балканската (1912 – 1913) и Междусъюзническата война (1913), като на 18 май 1913 е произведен в чин майор.
Като майор Диаманди Николов командва 2-ри ескадрон от Втори конен на Н.Ц.В. Княгиня Мария Луиза полк.
По време на Първата световна война (1915 – 1918) майор Николов командва първоначално дивизион от 1-ви конен полк, на 30 май 1916 е произведен в чин подполковник, след което е помощник-командир на 2-ри конен полк, а от 1918 до уволнението си през 1919 г. командва  11-и конен полк. Междувременно на 30 май 1918 е произведен в чин полковник. През 1917 г. съгласно заповед № 679 по Действащата армия за бойни заслуги е награден с Военен орден „За храброст“, IV степен, 1 клас. През 1918 г. на същото основание е награден с Орден „Св. Александър“ IV степен с мечове в средата, като наградата е потвърдена със заповед №355 от 1921 г.
На 23 септември 1923 година Щипското братство по инициатива на Спиро Константинов и Диаманди Николов свиква в Софийския университет общо събрание на интелектуалци, родом от Македония, на което Константинов развива идеята за създаване на научен институт, занимаващ се с изследване на Македония. Идеята е приета и на 21 декември 1923 година Николов е сред учредителите на Македонския научен институт и става първият касиер на организацията.
На 30 юни 1927 о.з. полковник Диманди Николов е избран за секретар на временния комитет на Всебългарския съюз „Отец Паисий“. Секретар на Съюза е до средата на 30-те години на ХХ век.
Полковник Диаманди Николов умира през 1942 г. и е погребан в Централните софийски гробища.

## Военни звания
- Подпоручик (2 август 1892)
- Поручик (2 август 1895)
- Капитан (18 май 1902)
- Майор (18 май 1913)
- Подполковник (30 май 1916)
- Полковник (30 май 1918)

## Образование
- Военно на Негово Княжеско Височество училище (до 1892)

## Награди
- Военен орден „За храброст“, IV степен, 1 клас (1917)
- Орден „Св. Александър“ IV степен с мечове в средата (1918/1921)